# 1928 en hockey sur glace
Cette page présente les éléments de hockey sur glace de l'année 1928, que ce soit d'un point de vue rencontres internationales ou championnats nationaux. Les grandes dates des différentes compétitions sont données ainsi que les décès de personnalités du hockey mondial.

## Amérique du Nord

### Ligue nationale de hockey
- Les Rangers de New York remportent la Coupe Stanley 1928.

## Europe

### Allemagne
- Le Berliner Schlittschuhclub remporte un 10e titre de champion d'Allemagne[1].

### Suisse
- HC Rosey Gstaad champion de Suisse  (Ligue internationale).
- EHC Saint-Moritz est sacré champion de Suisse (Ligue nationale).

## International

### Jeux Olympiques
Nouvelle domination canadienne : la formation, exempts du premier tour et composée principalement d'universitaires originaires de Toronto, ne concèdent pas le moindre but en trois parties et remportent logiquement la médaille d'or. La Suède remporte le titre de championne d'Europe.